# Hoheitszeichen

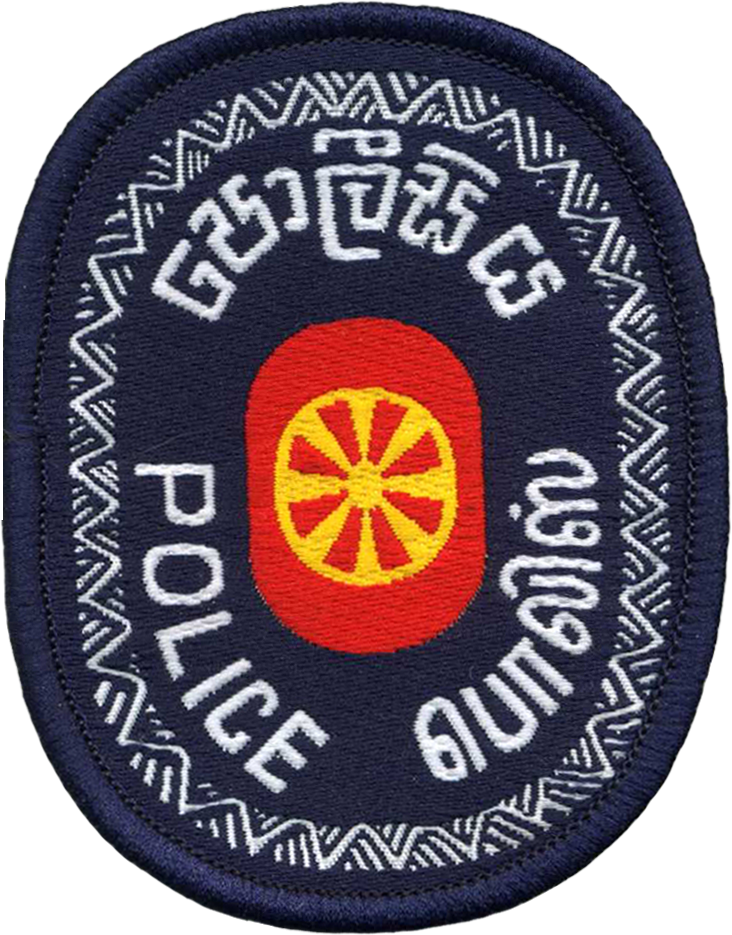
Hoheitszeichen der sri-lankischen Polizei

Ein Hoheitszeichen (auch Hoheitsemblem, Hoheitssymbol oder Emblem) ist ein Insigne (Gegenstand oder Symbol), die die Staatshoheit repräsentiert, und durch den Staat zu diesem Zweck gesetzmäßig festgelegt wurde. Zu den staatlichen Hoheitszeichen gehören als Staatssymbole die Nationalflagge, das Staatswappen und die Nationalhymne. Weil die Staatshoheit durch den Bund (Gesamtstaat), die Gliedstaaten und die Kommunen in Gestalt der staatlichen und kommunalen Behörden und Organe ausgeübt wird, ist der Gebrauch der Hoheitszeichen gewöhnlich letzteren vorbehalten. In Deutschland sind davon nur die Nationalflagge und die Nationalhymne ausgenommen.

## Formen und Funktionen von Hoheitszeichen
Ein Hoheitszeichen wird zumeist durch Fahnen, Flaggen, Wappen, Abzeichen (z. B. Ärmelwappen) und Dienstsiegel verkörpert.
Hoheitszeichen sind Mittel der staatlichen Selbstdarstellung und nationalen Identifikation. Sie kennzeichnen und repräsentieren den entsprechenden Staat und seine durch Gesetze legitimierte öffentliche Gewalt. Sie deklarieren in der Regel das Objekt oder Subjekt, auf das sie sich beziehen oder auf dem sie angebracht sind, zur rechtlichen Angelegenheit, zum Eigentum bzw. zum Amts- oder Funktionsträger des jeweiligen Staates.
- Beispiele in Deutschland: Bundesdienstflagge, Landesdienstflaggen, Eisernes Kreuz der Bundeswehr, Polizeistern.
- In der Schweiz gemäß Art. 1ff. WSchG: Schweizerkreuz, Schweizerwappen, Schweizerfahne, gemäß Art. 4 WSchG fallen auch eidgenössischen Kontroll- oder Garantiezeichen dazu. Kantone können ihre eigenen Hoheitszeichen definieren.

Hoheitszeichen auf militärischen Luftfahrzeugen heißen Flugzeugkokarde (selten auch Flugzeugabzeichen). Sie sind in der Regel in den Nationalfarben des jeweiligen Staates gehalten. In der englischen Sprache heißen sie Roundel.
In der Schweiz wird der Ländercode in Luftfahrzeugkennzeichen als Hoheitszeichen bezeichnet.

Deutsche Bundesdienstflagge
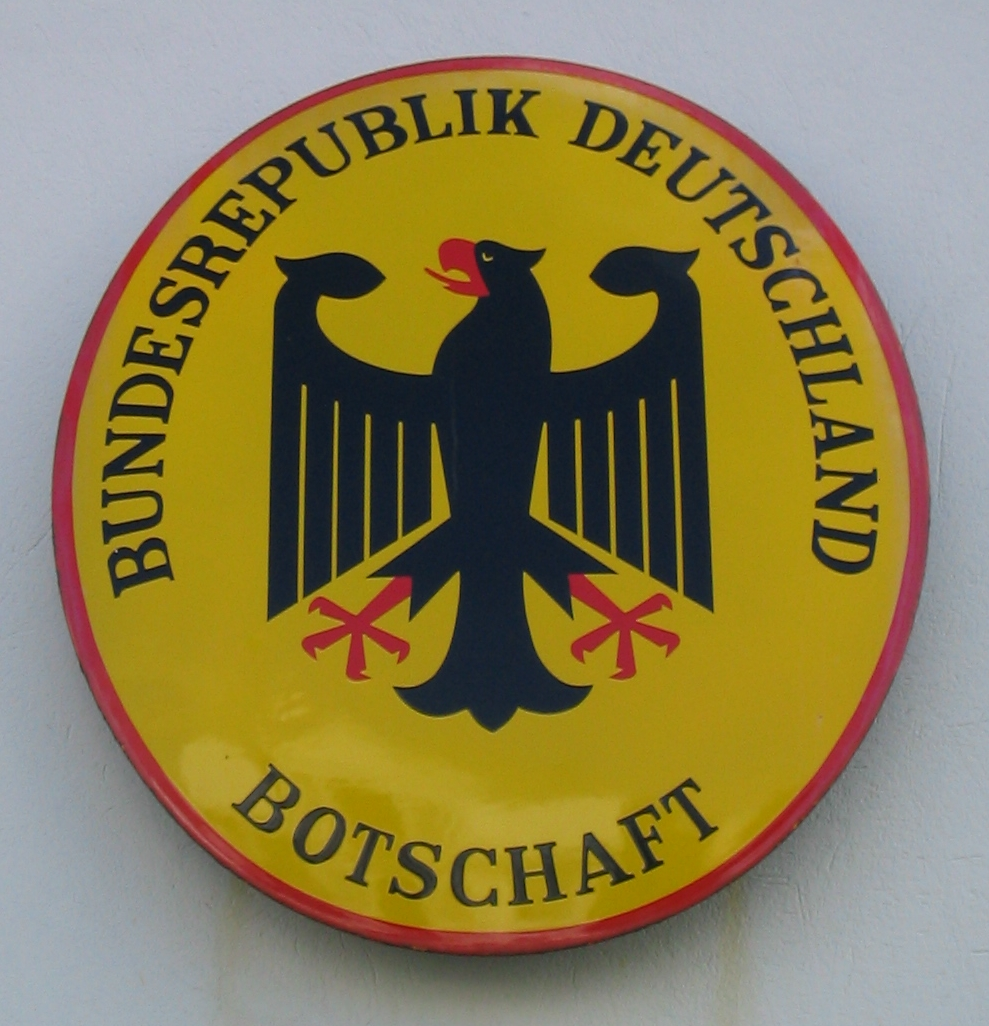
Deutsche Botschaft
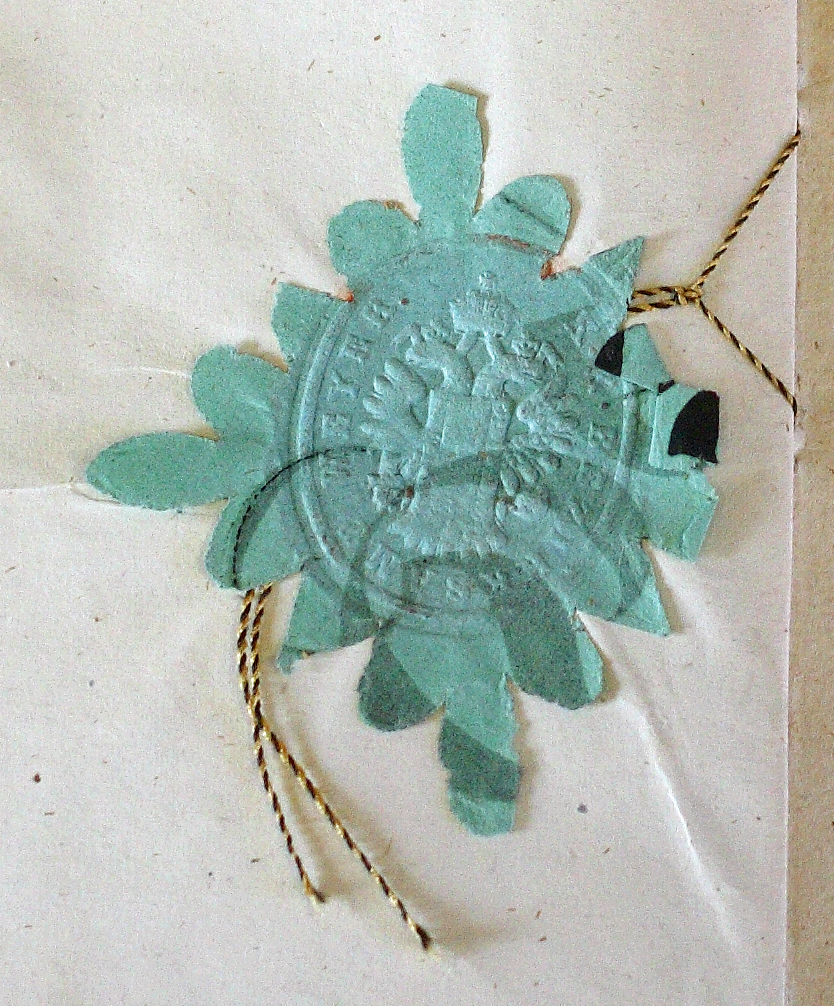
Österreichisches Dienstsiegel
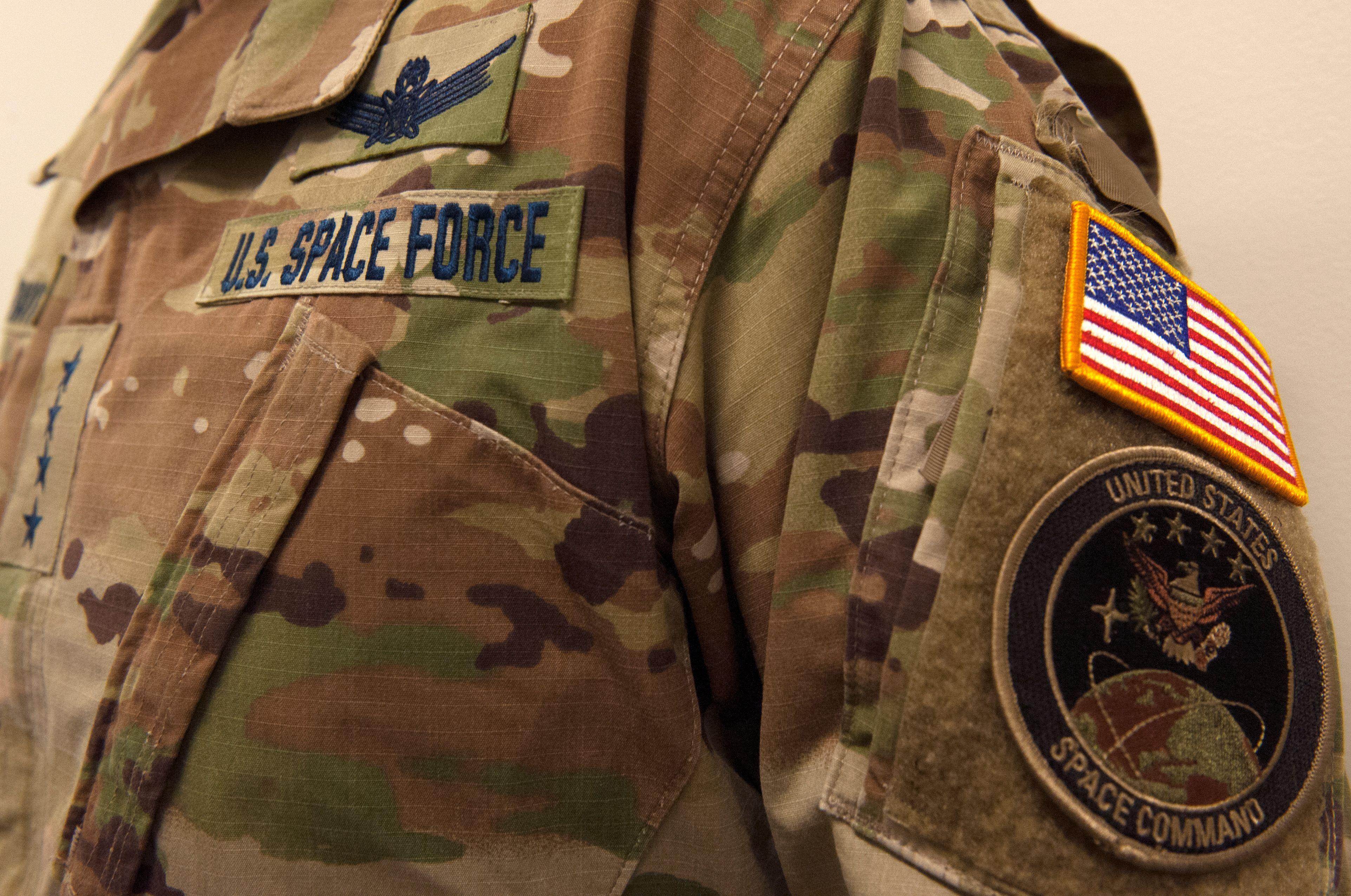
Flagge als Ärmelabzeichen bei der United States Space Force
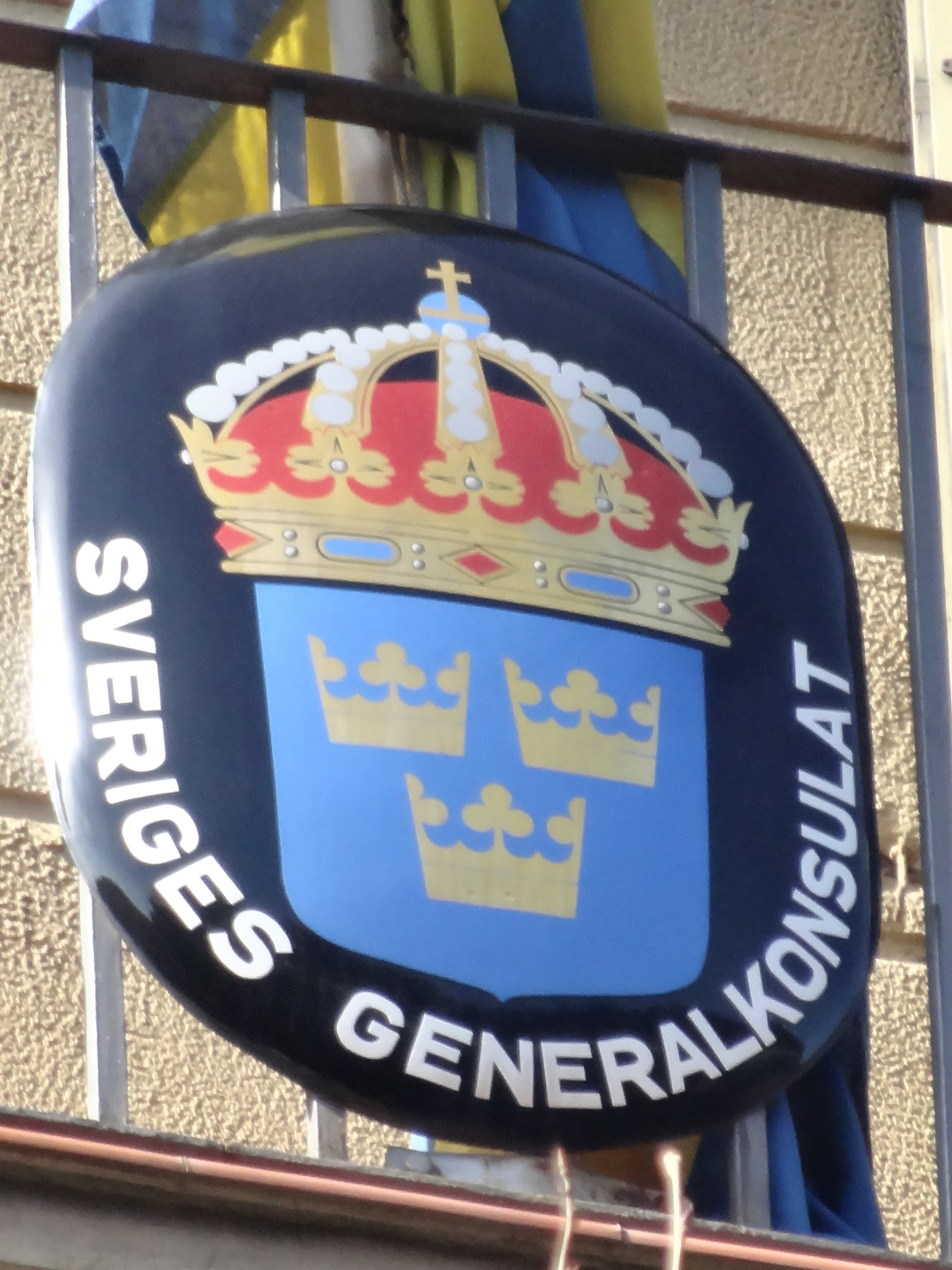
Amtsschild des schwedischen Generalkonsulats in Barcelona
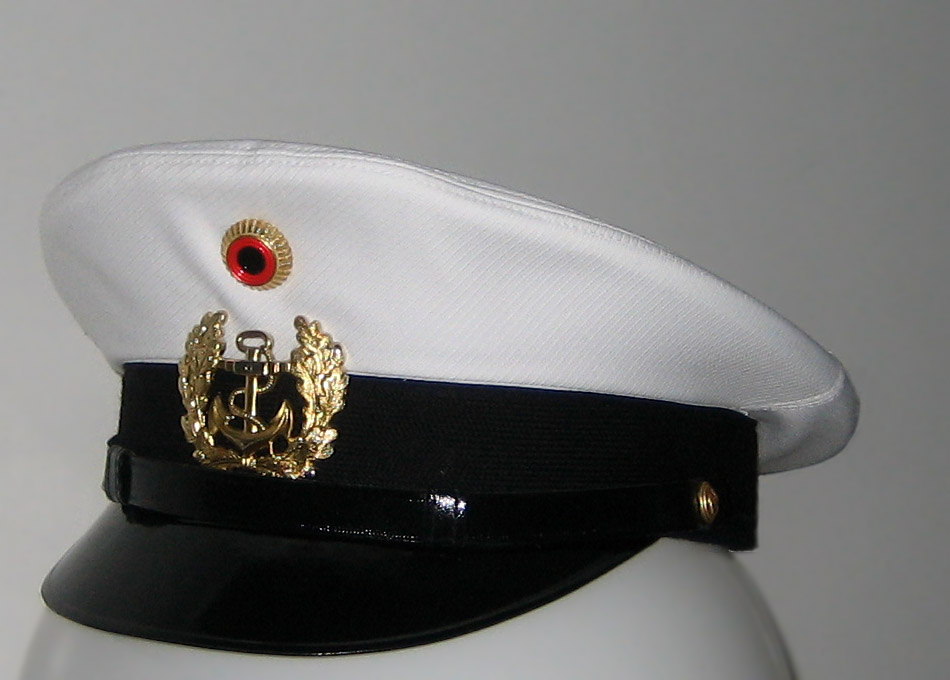
Kokarde an einer Mütze der Deutschen Marine
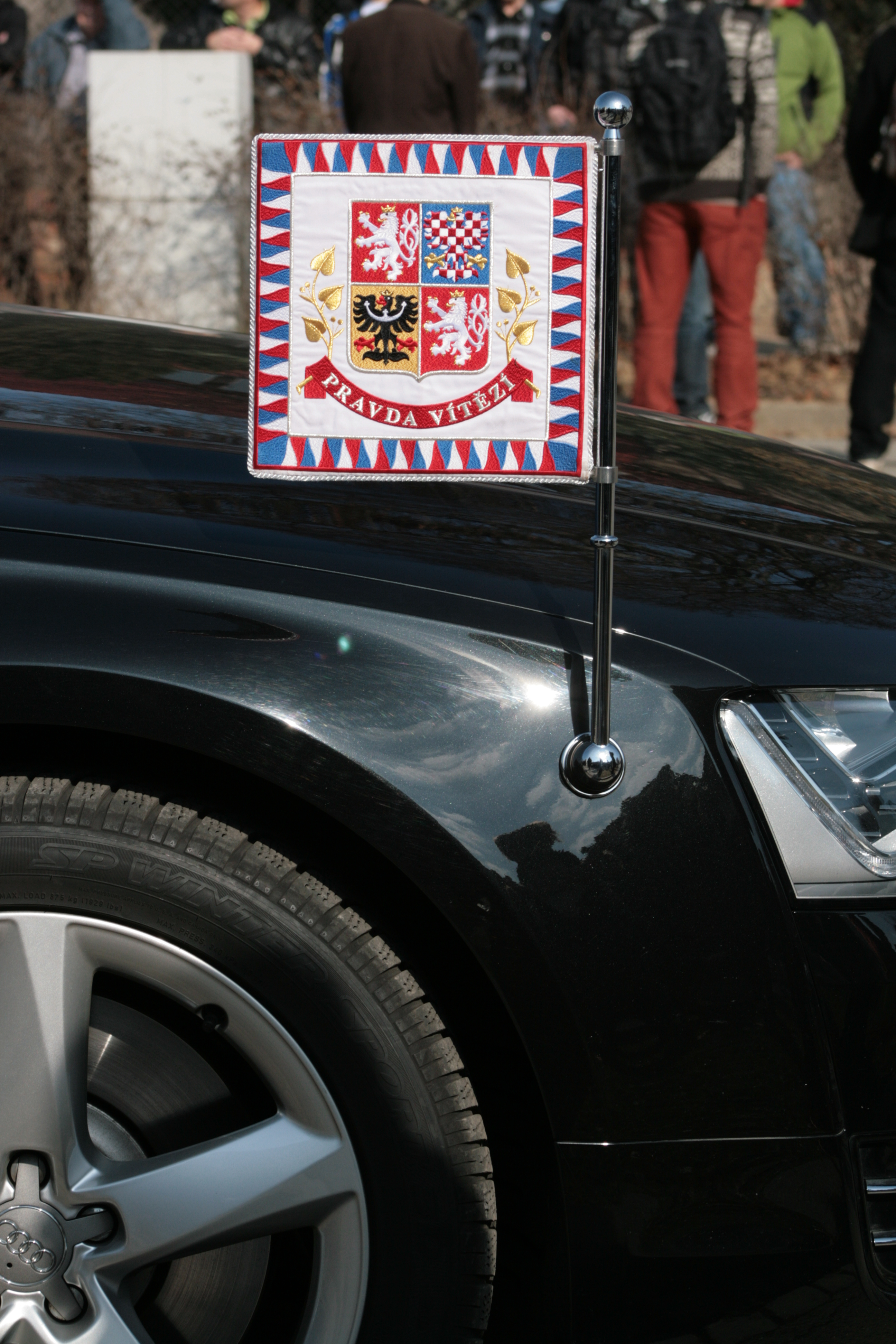
Standarte des tschechischen Präsidenten
Siegel (Mon) des japanischen Kaisers, auch seine Standarte
Deutsche Bundespolizei

## Regelungen in einzelnen Ländern

### Deutschland
Verfassungsrechtlich sind in Deutschland auf Bundesebene nur die Farben der Flagge geregelt (Art. 22 Abs. 2 GG). Die Ausgestaltung der National- und der Dienstflaggen und der weiteren Bundessymbole regeln Anordnungen des Bundespräsidenten.
In der Bundesrepublik Deutschland kann die öffentliche Verunglimpfung von Hoheitszeichen gemäß § 90a Abs. 1 Nr. 2 StGB mit einer Freiheitsstrafe bis zu drei Jahren bestraft werden. Ebenfalls sind die unbefugte Nutzung, die böswillige Entfernung und der Missbrauch eines Hoheitszeichens strafbar oder ordnungswidrig. Die wirtschaftliche Benutzung von Hoheitszeichen als Marke ist laut § 8 Markengesetz unzulässig. § 104 StGB schützt ausländische Hoheitszeichen strafrechtlich gegen Beschädigung und Verunglimpfung.

### Österreich
In der Republik Österreich kann die öffentliche Verunglimpfung von Hoheitszeichen gemäß § 248 Abs. 2 StGB mit einer Freiheitsstrafe bis zu einem halben Jahr geahndet werden. Ebenfalls sind die unbefugte Nutzung und der Missbrauch eines Hoheitszeichens strafbar. Das Herabwürdigen fremder Symbole wird nach § 317 StGB verfolgt.

### Vereinigte Staaten
In den USA hingegen wurde das Verbrennen der Fahne vom Supreme Court als geschützte Meinungsfreiheit mehrfach gegen Kriminalisierungsversuche des US-Kongresses verteidigt.